# Зайнаб Биишева
Зайнаб Абдуловна Биишева (на башкирски Зәйнәб Абдулла ҡыҙы Биишева) е башкирска поетеса, писател и драматург.

## Биография
Родена е на 15 януари 1908 г. в село Туембетово, Кугарчински район, Руска империя. Завършва Оренбургския башкирски педагогически техникум. От 1929 до 1931 г. е учителка в село Темясово, Баймакски район. През 1931 г. завършва курсове за повишаване на квалификацията в Уфа. След това става редактор в Башкирско книжно издателство и списание „Пионер“ (в него през 1930 е публикуван първия разказ на Биишева „Сред водопади“)
Първата ѝ книга „Момчето-партизанин“ вижда свят през 1941 г. От 1946 г. е член на Съюза на писателите на СССР, а от 1953 г. професионален писател. През 1993 г. е присъдено званието „Народен писател на Башкирия“. Издала е повече от 60 книги на руски и други езици.
Зайнаб Биишева пише в различни жанрове. Тя пише няколко произведения за деца и юноши в това число пиесата „Дружба“ и повестите „Нека бъдем приятели“, десетки стихове и приказки. Поемата „Последния монолог на Салават“ е посветена на разкриването на образа на народния герой Салават Юлаев. Драматичните произведения „Вълшебният курай“ (1957), „Тайнственият пръстен“ (1959), „Гулбадар“ (1961), „Обет“ (1966), „Зулхиза“ (1981) са големи успехи не само на сцената на Башкирския държавен академичен театър, но и на сцената на театри извън републиката.
Тя превежда на башкирски език „Тарас Булба“ на Николай Гогол, „Бежина поляна“ на Иван Тургенев, „Тимур и неговата команда“ на Александър Гайдар, „Скъпо ми момче“ на Лев Касил, разкази на Александър Толстой, Сергей Аксаков, Антон Чехов и Максим Горки.
Зайнаб Биишева е избрана за член на Съюза на писателите на република Башкирия, делегат е на много конгреси на писателите на Руската федерация и СССР. Награждавана е три пъти с орден „Почетен знак“. Лауреат е на Държавната премия „Салават Юлаев“ (1968) за романите „Унижение“ и „Пробуждане“
Погребана е в мюсюлманското гробище в Уфа. .
Името на Зайнаб Биишева носят:
- благотворителен фонд за развитие на образованието и изкуството;
- Най-голямото издателство в република Башкирия Китап;
- улица в град на Уфа;
- улица в Ключи Снежински градски окръг;
- Стерлитамакска държавна педагогическа академия;
- Общобразователно училище в село Мраково;
- Башкирска гимназия № 140 в град Уфа;
- премия в Кугарчински район (в годината на стогодишния юбилей на Биишева с наградата са удостоени професори, писатели и учители по башкирски език).